# Stimmkreis Freising
Der Stimmkreis Freising (Stimmkreis 117 seit der Landtagswahl 2018) ist ein Stimmkreis in Oberbayern. Er umfasst den Landkreis Freising.

## Landtagswahl 2023
Die Landtagswahl 2023 am 8. Oktober 2023, zu der im Stimmkreis Freising insgesamt 120.611 Einwohner wahlberechtigt waren, hatte folgendes Ergebnis:
| Nr. | Direktkandidat   | Partei           | Erststimmen in % | Gesamtstimmen in % | Veränderung der Gesamtstimmen im Vergleich zur Landtagswahl 2018 in % |
| --- | ---------------- | ---------------- | ---------------- | ------------------ | --------------------------------------------------------------------- |
| 1   | Florian Herrmann | CSU              | 31,3             | 32,3               | + 3,9                                                                 |
| 2   | Johannes Becher  | GRÜNE            | 18,6             | 18,1               | - 5,4                                                                 |
| 3   | Benno Zierer     | Freie Wähler     | 22,0             | 20,9               | + 1,6                                                                 |
| 4   | Melanie Hilz     | AfD              | 11,4             | 11,5               | + 2,0                                                                 |
| 5   | Alina Graf       | SPD              | 6,2              | 6,3                | + 0,3                                                                 |
| 6   | Helmut Markwort  | FDP              | 2,8              | 2,9                | - 1,8                                                                 |
| 7   | Guido Hoyer      | LINKE            | 1,4              | 1,4                | - 1,7                                                                 |
| 8   | Georg Seitz      | BP               | 0,9              | 0,8                | - 1,0                                                                 |
| 9   | Felix Bergauer   | ÖDP              | 1,4              | 1,5                | + 0,1                                                                 |
| 10  | Niklas Welser    | Die PARTEI       | 0,9              | 0,9                | + 0,2                                                                 |
| 11  | Sandra Heinrichs | Tierschutzpartei | 1,1              | 1,1                | + 0,7                                                                 |
| 12  | Magdalena Lippa  | V-Partei³        | 0,3              | 0,3                | + 0,2                                                                 |
| 13  | Conny Theimer    | PdH              | 0,5              | 0,4                | + 0,4                                                                 |
| 14  | Anne Werkmeister | dieBasis         | 1,3              | 1,3                | + 1,3                                                                 |
| 15  | -                | Volt             | -                | -                  | -                                                                     |

Neben dem direkt gewählten Stimmkreisabgeordneten Florian Herrmann (CSU), der den Stimmkreis seit 2008 im Landtag vertritt, wurden die auch die Kandidaten von Freien Wählern, Benno Zierer, und Grünen, Johannes Becher, erneut über die jeweiligen Bezirkslisten ihrer Parteien in den Landtag gewählt.

## Landtagswahl 2018
Im Stimmkreis waren insgesamt 120.721 Einwohner wahlberechtigt. Die Landtagswahl am 14. Oktober 2018 hatte folgendes Ergebnis:
| Direktkandidat   | Partei               | Erststimmen in % | Gesamtstimmen in % | Veränderung der Gesamtstimmen im Vergleich zur Landtagswahl 2013 in % |
| ---------------- | -------------------- | ---------------- | ------------------ | --------------------------------------------------------------------- |
| Florian Herrmann | CSU                  | 27,4             | 28,4               | - 13,3                                                                |
| Markus Grill     | SPD                  | 5,2              | 6,0                | - 8,47                                                                |
| Benno Zierer     | Freie Wähler         | 21,0             | 19,3               | + 6,2                                                                 |
| Johannes Becher  | GRÜNE                | 24,0             | 23,5               | + 4,7                                                                 |
| Jens Barschdorf  | FDP                  | 4,6              | 4,7                | + 2,2                                                                 |
| Guido Hoyer      | LINKE                | 3,1              | 3,1                | + 1,2                                                                 |
| Herbert Sachs    | BP                   | 1,9              | 1,8                | - 0,8                                                                 |
| Felix Bergauer   | ÖDP                  | 1,4              | 1,4                | - 0,2                                                                 |
| Stefan Hiesinger | Piratenpartei        | 0,5              | 0,5                | - 1,7                                                                 |
| Bernhard Kranich | AfD                  | 9,6              | 9,5                | + 9,5                                                                 |
| -                | LKR                  | -                | 0,0                | -                                                                     |
| Katharina Capric | mut                  | 0,4              | 0,5                | + 0,5                                                                 |
| -                | Die Humanisten       | -                | 0,1                | + 0,1                                                                 |
| Kevin Neuwirth   | Die PARTEI           | 0,9              | 0,7                | + 0,7                                                                 |
| -                | Gesundheitsforschung | -                | 0,1                | + 0,1                                                                 |
| -                | Tierschutzpartei     | -                | 0,4                | + 0,4                                                                 |
| -                | V-Partei³            | -                | 0,1                | + 0,1                                                                 |

Neben dem direkt gewählten Stimmkreisabgeordneten Florian Herrmann (CSU), der den Stimmkreis seit 2008 im Landtag vertritt, wurden die Kandidaten von Freien Wählern, Benno Zierer, und Grünen, Johannes Becher, über die Bezirkslisten ihrer Parteien in den Landtag gewählt.

## Landtagswahl 2013
Wahlberechtigt waren bei der Landtagswahl vom 15. September 2013 insgesamt 118.867 Einwohner. Die Wahl hatte folgendes Ergebnis:
| Direktkandidat        | Partei           | Erststimmen in % | Gesamtstimmen in % | Veränderung der Gesamtstimmen im Vergleich zur Landtagswahl 2008 in % |
| --------------------- | ---------------- | ---------------- | ------------------ | --------------------------------------------------------------------- |
| Florian Herrmann      | CSU              | 38,8             | 41,7               | 10,1                                                                  |
| Peter Warlimont       | SPD              | 10,9             | 14,6               | 3,4                                                                   |
| Benno Zierer          | Freie Wähler     | 13,3             | 13,1               | −4,5                                                                  |
| Christian Magerl      | Grüne            | 25,2             | 18,8               | −4,7                                                                  |
| Berthold Manke        | FDP              | 2,4              | 2,5                | −4,9                                                                  |
| Guido Hoyer           | LINKE            | 1,9              | 1,9                | −2,2                                                                  |
| Jörg Kästl            | ÖDP              | 1,5              | 1,6                | 0,2                                                                   |
| Otto Kellermann       | Die Republikaner | 0,8              | 0,7                | 0,0                                                                   |
| Wolfgang Roth         | BP               | 2,9              | 2,6                | 1,4                                                                   |
| Franz Josef Bachhuber | Piratenpartei    | 2,4              | 2,2                | 2,2                                                                   |
| -                     | BüSo             | -                | 0,0                | 0,0                                                                   |
| -                     | Die Freiheit     | -                | 0,1                | 0,1                                                                   |

Neben dem direkt gewählten Florian Herrmann sind auch Christian Magerl und Benno Zierer über die Zweitstimmen in den Landtag gewählt worden.

## Landtagswahl 2008
Die Landtagswahl 2008 hatte folgendes Ergebnis:
| Direktkandidat   | Partei       | Erststimmen in % | Gesamtstimmen in % | Veränderung der Gesamtstimmen im Vergleich zur Landtagswahl 2003 in % |
| ---------------- | ------------ | ---------------- | ------------------ | --------------------------------------------------------------------- |
| Florian Herrmann | CSU          | 30,5             | 31,6               | - 30,4                                                                |
| Hubert Schwarzer | SPD          | 8,8              | 13,2               | - 1,9                                                                 |
| Christian Magerl | GRÜNE        | 26,7             | 23,5               | + 10,0                                                                |
| Manfred Pointner | Freie Wähler | 19,1             | 17,6               | + 13,3                                                                |
| Ingo Stiefler    | FDP          | 6,9              | 7,4                | + 5,0                                                                 |
| Otto Kellermann  | REP          | 0,8              | 0,8                | - 0,4                                                                 |
| Jörg Kästl       | ödp          | 1,2              | 1,4                | - 0,2                                                                 |
| Georg Heller     | BP           | 1,2              | 1,2                | 0,0                                                                   |
| -                | BüSo         | -                | 0,0                | 0,0                                                                   |
| Eckhardt Kaiser  | LINKE        | 4,0              | 4,0                | + 4,0                                                                 |
| -                | VIOLETTE     | -                | 0,2                | + 0,2                                                                 |
| Dirk Reifenstein | NPD          | 0,8              | 0,8                | + 0,8                                                                 |

Neben dem direkt gewählten Florian Herrmann sind auch Christian Magerl und Manfred Pointner über die Zweitstimmen in den Landtag gewählt worden.